# Pan-Amerikanische Beachhandball-Meisterschaften 2008
Die Pan-Amerikanischen Beachhandball-Meisterschaften 2008 (spanisch Campeonato Panamericano de Balonmano Playa 2008 beziehungsweise portugiesisch Pan Americanos de Beach Handball 2008) waren die vierte Austragung der kontinentalen Meisterschaft der Amerikas im Beachhandball. Sie wurde vom 22. bis 24. Februar des Jahres von der Pan-American Team Handball Federation (PATHF) veranstaltet und fand am breiten Sandstrand des Stadtviertels Pocitos von Montevideo in Uruguay statt.

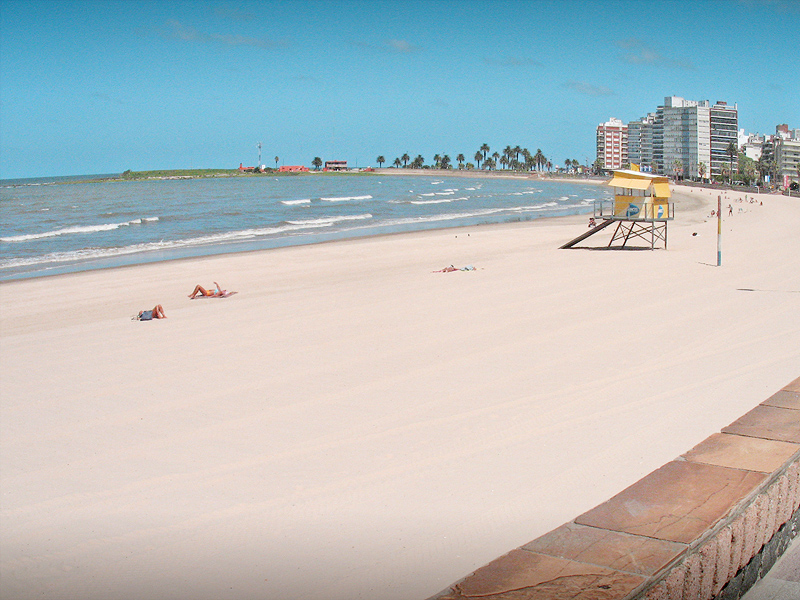
Playa Pocitos Pano

Wie auch vier Jahre zuvor an selber Stelle wurden die kontinentalen Meisterschaften im Vorlauf zu den Weltmeisterschaften im weiteren Jahresverlauf ausgetragen. Bei den Männern qualifizierten sich die beiden Finalisten, bei den Frauen die drei Medaillengewinnerinnen. Der Startplatz mehr bei den Frauen resultierte daraus, dass es fünf statt wie bei den Männern nur vier startende Mannschaften gab. Im Vergleich zu den letzten Titelkämpfen trat Chile neu an, dafür nahm Paraguay nicht teil. Bis 2018 war es Chiles einzige Teilnahme an den panamerikanischen Meisterschaften, bei den Männern gar die Einzige. Auch für die Dominikanische Republik war es die einzige Teilnahme, bis zur Teilnahme Trinidad und Tobagos mit beiden Mannschaften und Puerto Ricos bei den Männern 2018 war es das letzte Mal, dass eine Mannschaft der Karibischen Inseln teilnahm. Vertreter Nord- und Mittelamerika waren nicht am Start.
Brasilien konnte bei den Männern seine Siegesserie fortsetzen und zum vierten Mal in Folge den Titel gewinnen. Da auch die Frauenmannschaft gewann, gingen beide Titel an den brasilianischen Handballverband. Auf den zweiten Platz kamen jeweils die Mannschaften Uruguays. Bei den Frauen konnte mit der Dominikanischen Republik das einzige Mal eine Mannschaft der Karibik eine Medaille gewinnen, überhaupt das einzige Mal eine Mannschaft, die nicht aus Brasilien, Uruguay, Argentinien oder Paraguay kam.
| Frauen Details | Montevideo, Uruguay | Brasilien | kein Playoff | Uruguay | Dominikanische Republik | kein Playoff | Argentinien |
| Männer Details | Montevideo, Uruguay | Brasilien | 2:1          | Uruguay | Argentinien             | 2:0          | Chile       |

## Platzierungen der Mannschaften
| Nation                  | Frauen | Männer |
| ----------------------- | ------ | ------ |
| Argentinien             | 4      | 3      |
| Brasilien               | 1      | 1      |
| Chile                   | 5      | 4      |
| Dominikanische Republik | 3      | –      |
| Uruguay                 | 2      | 2      |
| Teilnehmerzahl          | 5      | 4      |

| Legende | Legende | Legende | Legende              |
| ------- | ------- | ------- | -------------------- |
| 1       | 2       | 3       | Podest-Platzierungen |
| 4       | 4       | 4       | Halbfinalist         |